# Ермано да Силва Рамос
Ермано да Силва Рамос (на португалски: Hermano da Silva Ramos) е бивш испански пилот от Формула 1. Роден на 7 декември 1925 година в Париж, Франция.

## Формула 1
Ермано да Силва Рамос прави своя дебют във Формула 1 в Голямата награда на Нидерландия през 1955 година. В световния шампионат записва 7 участия като печели две точки, състезава се за отбора на Гордини.